# Léon Cambier
Léon Adolphe Cambier (Aat, 24 oktober 1842 - 15 mei 1919) was een Belgisch volksvertegenwoordiger.

## Levensloop
Léon Cambier was een industrieel. Rond 1880 stichtte hij met zijn broer Henri de Usines Cambier, die tot 700 arbeiders tewerkstelden en houtbewerking als voornaamste activiteit hadden (stoelen, meubilair allerhande). Ze behoorden tot de familie Cambier van Ronse.
Hij werd verkozen als katholiek volksvertegenwoordiger voor het arrondissement Aat, voor de periode 1894-1898. Hij werd opnieuw verkozen, voor het arrondissement Doornik-Aat, van 1900 tot 1904. In dezelfde periode zetelde Félix Cambier in de Kamer, op tegenovergestelde banken dan zijn neef Léon. 